# Ибрагимов, Марат Абдулмукминович
Марат Абдулмукминович Ибрагимов (род. 31 октября 1988, Буйнакск, Дагестанская АССР, РСФСР, СССР) — российский спортсмен, чемпион мира по вольной борьбе 2012 среди студентов , обладатель кубка России по вольной борьбе 2012, победитель первенства  России по вольной борьбе 2005 и 2008 среди юношей, председатель комитета по спорту, туризму и делам молодёжи администрации города Махачкалы.

## Биография
Родился 31 октября 1988 в Буйнакске (Дагестанская АССР). Аварец.
Выпускник Московского государственного университета путей сообщения по специальности «инженер путей сообщения». Представляя Москву, в 2010 году стал бронзовым призёром чемпионата России по вольной борьбе в весовой категории до 96 кг. В 2011 году окончил аспирантуру того же университета, кандидат политических наук.
Чемпион мира по вольной борьбе 2012 среди студентов. Победитель других соревнований различного уровня, мастер спорта международного класса.
Работал дежурным по станции железнодорожной станции Шамхал, был преподавателем в Московском государственном университете путей сообщения, а затем главным специалистом махачкалинского городского собрания депутатов, куратором молодёжного городского парламента. В марте 2015 назначен на должность руководителя комитета по спорту, туризму и делам молодёжи города Махачкалы.
В 2015 году признан «Молодёжным лидером года» по версии Северо-Кавказской национальной премии «Человек года»[значимость факта?]. С 2015 — соорганизатор национальной премии «Спортсмен года» в Дагестане. В 2017 году признан «Человеком года» в Республике Дагестан по версии Северо-Кавказской национальной премии «Человек года».
Награждён благодарственным письмом главы Дагестана за вклад в развитие молодёжной политики республике. В 2016 году сдал нормативы ГТО на золотой знак. В октябре 2019 года Ибрагимову вручили второй золотой знак отличия ГТО.

## Личная жизнь
Отец Абдулмукмин работает в руководстве администрации Махачкалы. Старший брат также борец, призёр олимпийских игр в Афинах Магомед. 31 марта 2018 года женился на Наиде.